# Max Grinndal
Max Oscar Henrik Grinndal, född 6 maj 1971, är en svensk sportjournalist.
Efter kortare radiojournalistutbildningar anställdes Grinndal som reporter på Radiosporten vid Sveriges Radio Halland. 1995 anställdes han på TV4 Halland och sedan 1998 är han verksam som reporter och programledare på TV4 Sporten i TV4.